# نظامی (گران‌بوی)
نظامی (ترکی آذربایجانی: Nizami) یک منطقهٔ مسکونی در جمهوری آرتساخ است که در استان شاهومیان واقع شده‌است. نظامی ۱۴۳۰ نفر جمعیت دارد.